# 月食

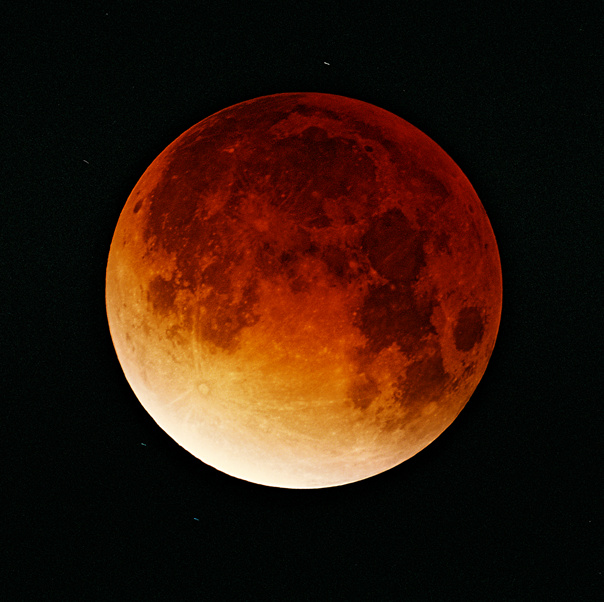
2003年11月9日に起こった皆既月食

月食（げっしょく、英語: lunar eclipse）とは、地球が太陽と月の間に入り、地球の影が月にかかることによって月が欠けて見える現象のことである。月蝕と表記する場合がある（「食 (天文)#表記」参照）。
望（満月）の時に起こる。日食と違い、月が見える場所であれば地球上のどこからでも同時に観測・観察できる。

## 種類

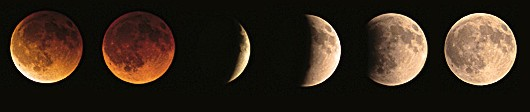
月食の進行の連続写真

地球から見える月面が本影（地球によって太陽が完全に隠された部分）に入る場合を皆既月食（total eclipse）、一部分だけが本影に入る場合を部分月食（partial eclipse）という。
月が半影（地球が太陽の一部を隠している部分）に入った状態は半影食（もしくは半影月食、penumbral eclipse）と呼ばれるが、半影に入った月面部分の減光の度合いは注意深く観察しなければ分からない程度であるため、事前の予告なしに肉眼で見ても気がつかない場合も多い。
月が地球の影によって隠される度合いを食分といい、「（本影の半径+月の視半径-本影の中心と月の中心の距離）÷（月の視直径）」という式で計算される。皆既月食の場合は1以上、部分月食は0 - 1、半影食ならマイナスの値となる。
太陽光のうち、波長の長い赤系の光が地球の大気によって屈折・散乱されて本影の中に入るため、皆既月食でも通常、月は真っ暗にはならず暗い赤色（赤銅色）に見える。しかし火山爆発等で大気中に特に多量の微粒子が浮遊している場合には、月が非常に暗くなり灰色かほとんど見えなくなる。月食時の明るさは後述の「ダンジョンの尺度」（後述）などで表される。
なお、月食の途中の欠け月が昇ってくることを月出帯食といい、その逆に欠けたままの月が沈むことを月没帯食（もしくは月入帯食）という。

## 月食の経過
第1接触
月が地球の本影に入り始めた瞬間。
第2接触
月が地球の本影に完全に入った瞬間。この瞬間が中心食の始まりとなる。
食の最大・食甚
月の中心と本影錐の中心との角距離が最小となった時点。
第3接触
月が地球の本影から出始めた瞬間。この瞬間が中心食の終わりとなる。
第4接触
月が地球の本影から完全に出た瞬間。

## 頻度

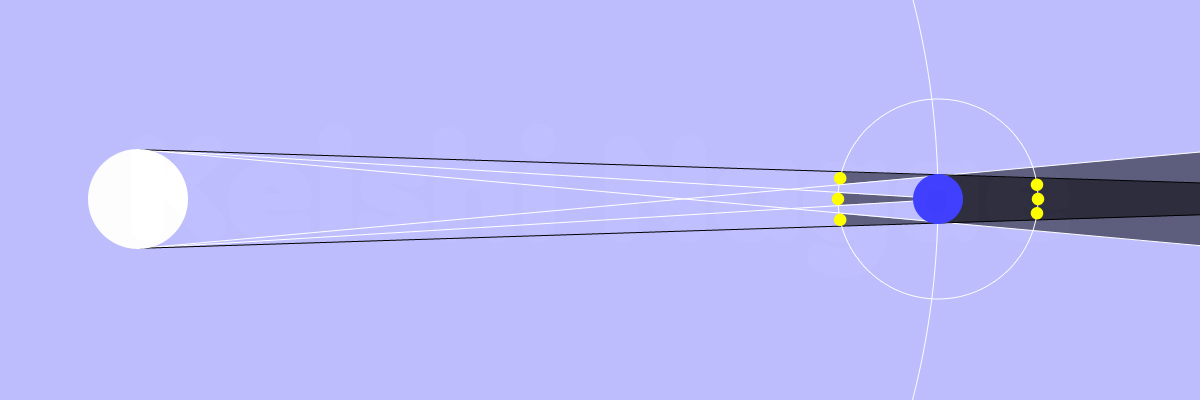
日食・月食時の「太陽-月-地球」関係図。
黒色の範囲が日食・月食を観察できる範囲である。

月食が起こるのは太陽・月が黄道・白道の交わる点（月の昇交点・降交点）付近にいる時に限られる。
月食は多くの場合1年間に2回起こるか起こらない年、3回起こる年もあり21世紀の100年間では合計142回（皆既月食85回、部分月食57回）起こる。一方、日食は最低でも年に2回、最多で5回起こる年もあり21世紀の100年間では合計224回（皆既日食68回、金環食72回、金環皆既食7回、部分日食77回）である。したがって月食の発生頻度は日食より低い。にもかかわらず普通、日食よりも月食の方が目にする機会は多い。これは月が見えてさえいれば月食は地球上のどこからでも観測が可能なのに対し、日食は月の影が地球表面を横切る帯状の限られた地域でしか見ることができないためである。
月食と日食の頻度に違いが生じる理由は次のように説明できる。地球と太陽がともに内接する巨大な円錐を想定する。月がこの円錐の太陽と反対の部（地球の本影）に入れば月食が生じ、太陽と同方向の部分に入れば日食が生じることになる。この円錐の月軌道付近における半径は月食側が約4460 - 4750km、日食側が約7990 - 8280kmと異なるため月食の発生頻度は日食のそれよりも低くなる。
1年に月食が3回見られた（見られる）年
日本の陸上（島嶼部を含む）でも見られた（見られる）日付を部分月食は斜体字、皆既月食は太文字にて記述している。
1833年（天保3年閏）
1月6日（天保2年閏11月16日） - 7月2日（天保3年5月15日。日本時間：7月3日（5月16日）） - 12月26日（11月16日。日本時間：12月27日（11月17日））
1852年（嘉永4年）
1月7日（嘉永4年12月16日） - 7月1日（嘉永5年5月14日） - 12月26日（11月16日）
1898年（明治31年）
1月8日（日本時間：1月9日） - 7月3日（日本時間：7月4日） - 12月27日（日本時間：12月28日）
1917年（大正6年）
1月8日 - 7月4日（日本時間：7月5日） - 12月28日
1982年（昭和57年）
1月9日（日本時間：1月10日） - 7月6日 - 12月30日
2028年
1月12日 - 7月6日（日本時間：7月7日） - 12月31日（日本時間：2029年1月1日）
2094年
1月1日（日本時間：1月2日） - 6月28日 - 12月21日（日本時間：12月22日）
日本では他にも2010年（平成22年）（1月1日、6月26日、12月21日）があった。
月食がない年
1966年 - 1969年 - 1980年 - 1984年 - 1998年 - 2002年 - 2016年 - 2020年

## 日本での観測

### 一覧

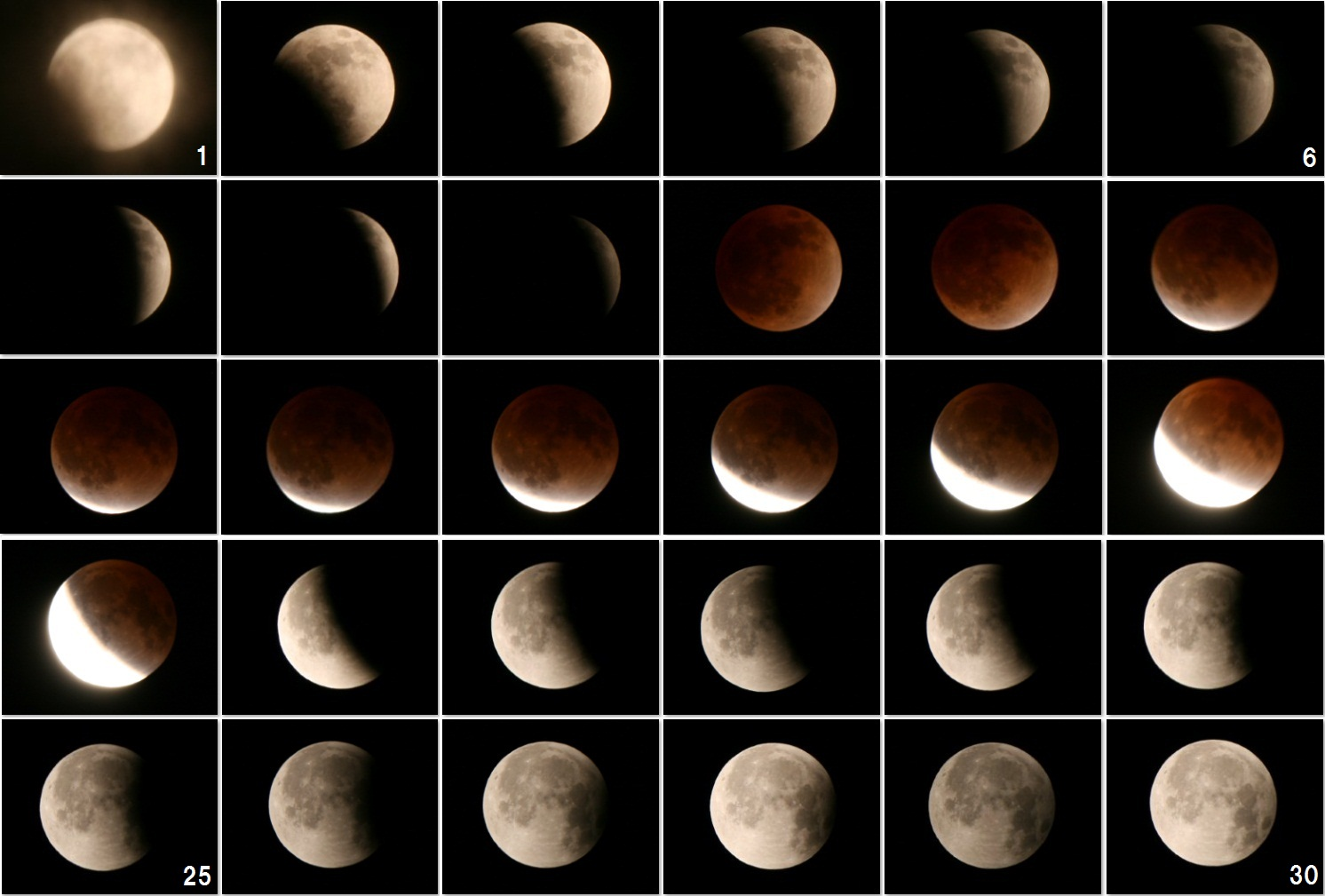
2011年12月10日の皆既月食

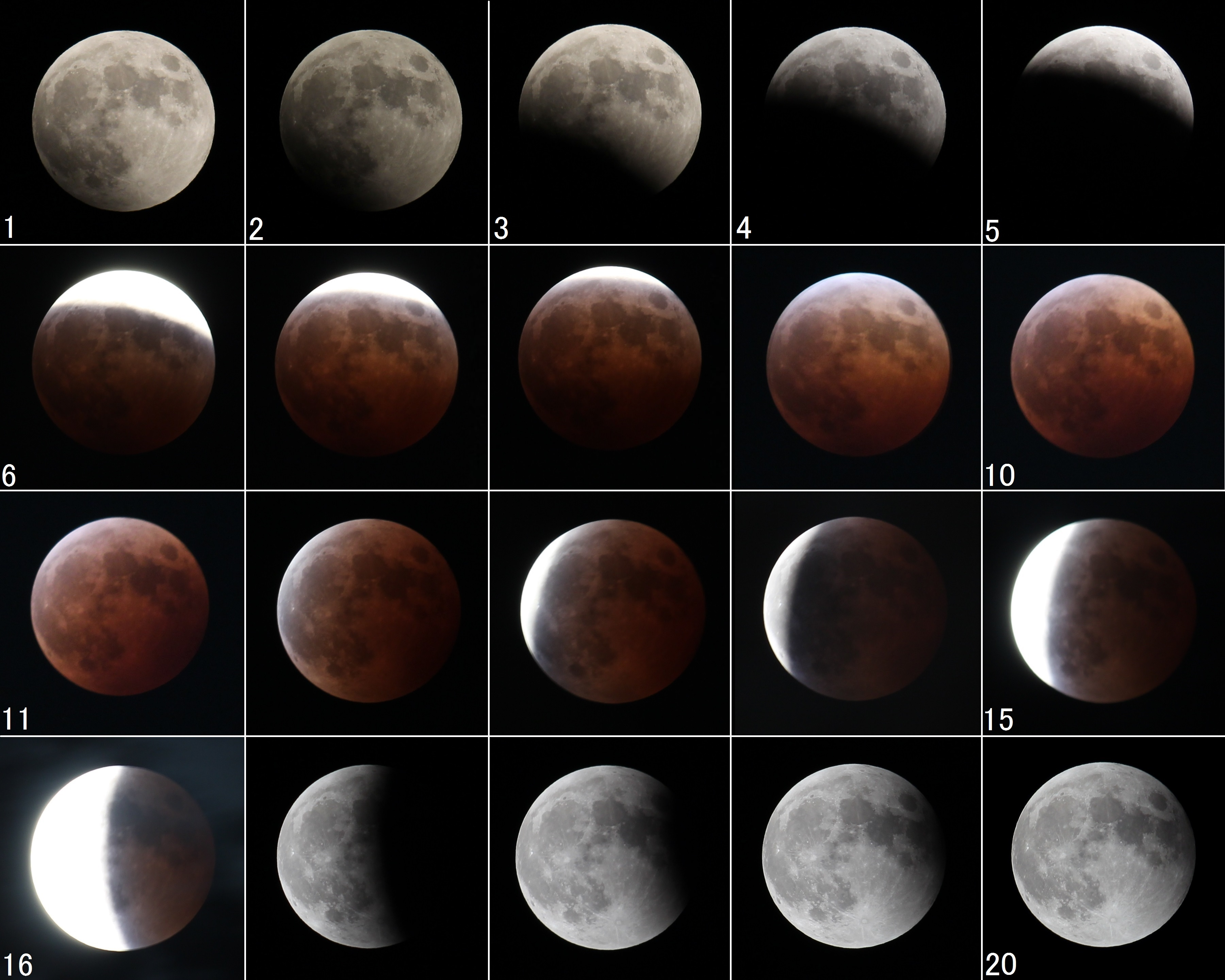
2014年10月8日の皆既月食

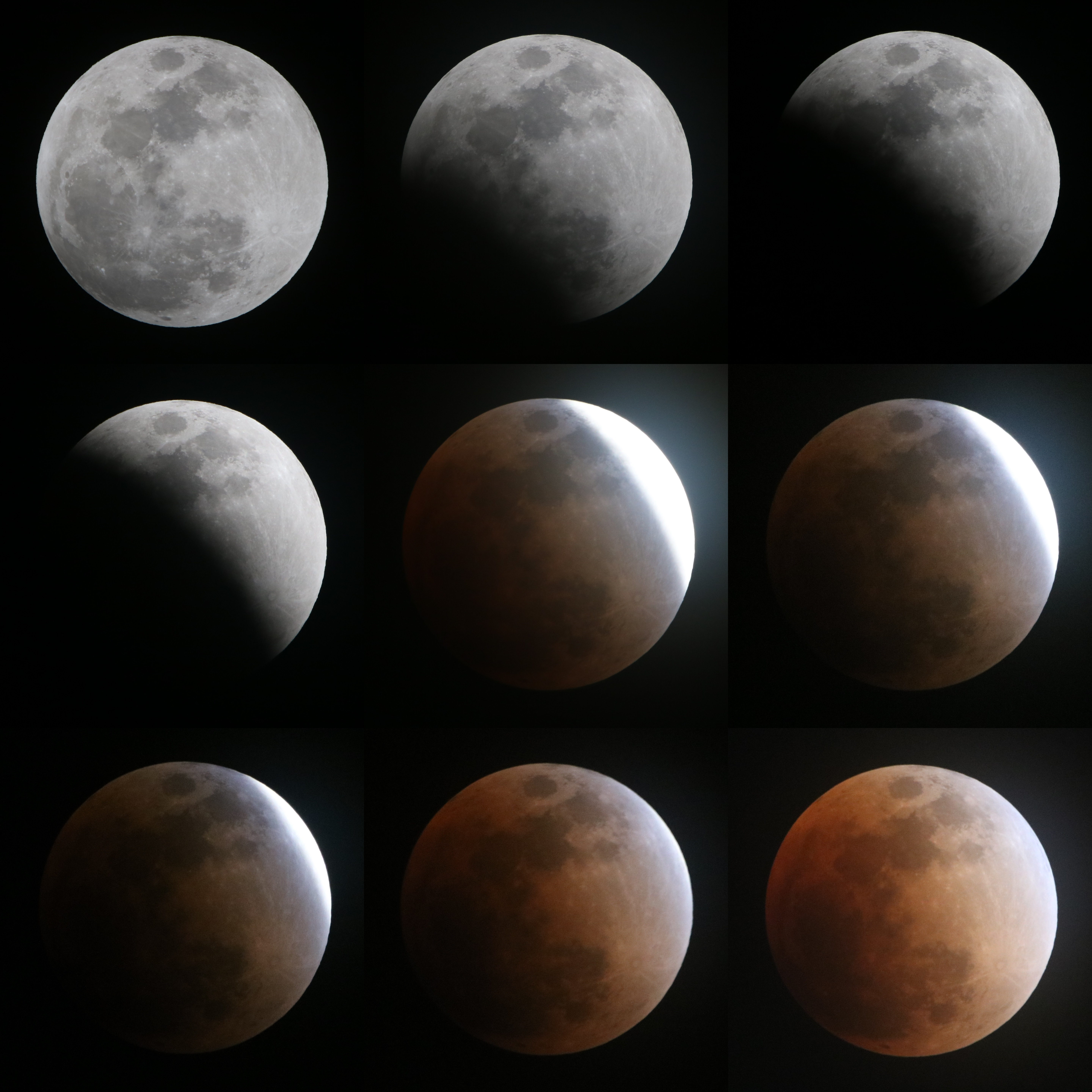
2018年1月31日の皆既月食

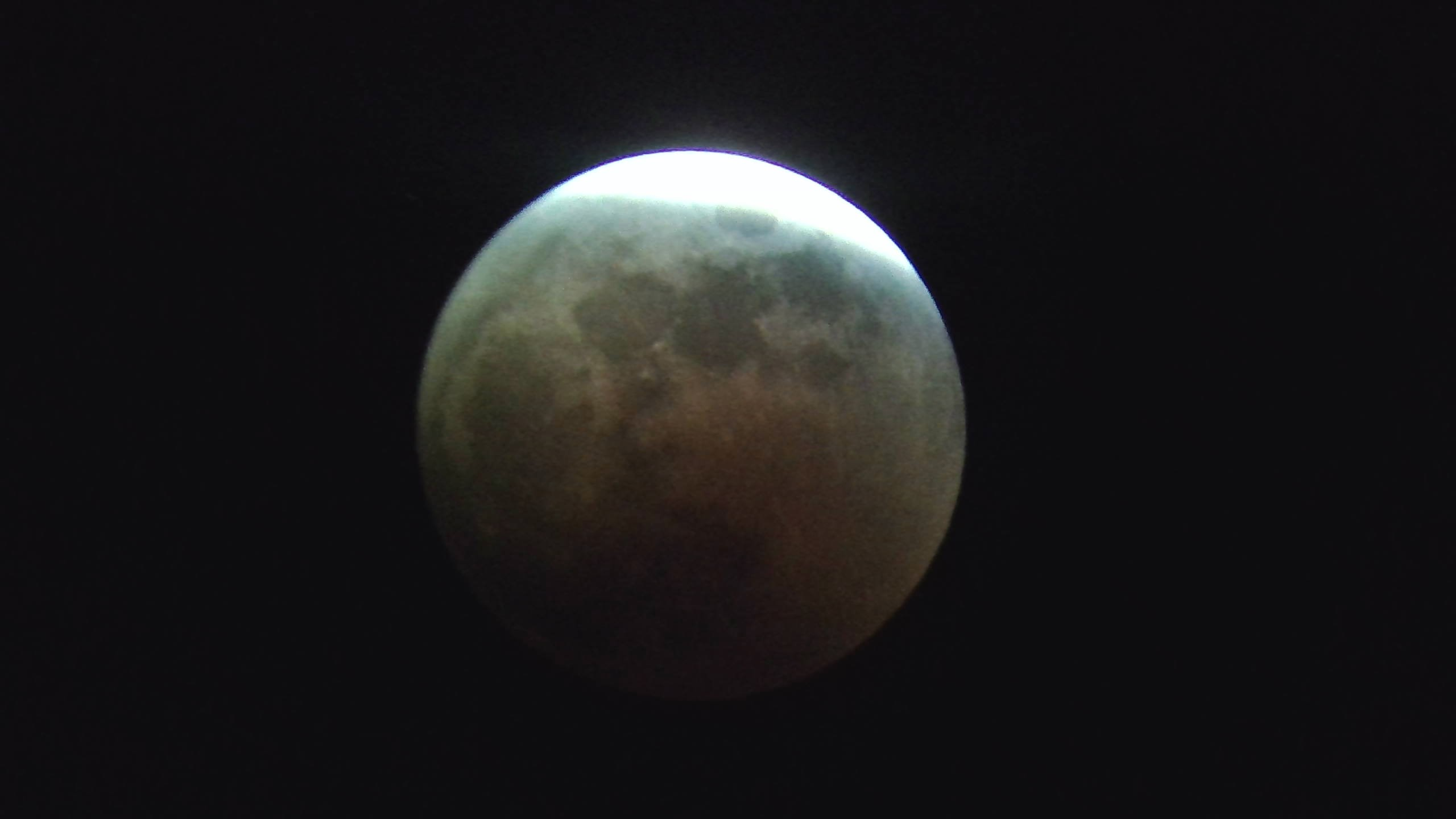
2022年11月8日の皆既月食と天王星食

| 日付           | 種類 | 月食現象の詳細説明                             |
| -------------- | ---- | ---------------------------------------------- |
| 2000年7月16日  | 皆既 |                                                |
| 2001年1月10日  | 皆既 |                                                |
| 2001年7月5日   | 部分 |                                                |
| 2004年5月5日   | 皆既 |                                                |
| 2005年10月17日 | 部分 |                                                |
| 2006年9月8日   | 部分 |                                                |
| 2007年3月4日   | 部分 | 月没帯食                                       |
| 2007年8月28日  | 皆既 | 月出帯食                                       |
| 2008年8月17日  | 部分 |                                                |
| 2010年1月1日   | 部分 |                                                |
| 2010年6月26日  | 部分 |                                                |
| 2010年12月21日 | 皆既 |                                                |
| 2011年6月16日  | 皆既 |                                                |
| 2011年12月10日 | 皆既 | 別項参照                                       |
| 2012年6月4日   | 部分 |                                                |
| 2014年4月15日  | 部分 |                                                |
| 2014年10月8日  | 皆既 |                                                |
| 2015年4月4日   | 皆既 |                                                |
| 2017年8月8日   | 部分 |                                                |
| 2018年1月31日  | 皆既 | 別項参照                                       |
| 2018年7月28日  | 皆既 | 月没帯食                                       |
| 2021年5月26日  | 皆既 | 別項参照                                       |
| 2021年11月19日 | 部分 | 別項参照                                       |
| 2022年11月8日  | 皆既 | 別項参照。                                     |
| 2023年10月29日 | 部分 |                                                |
| 2025年3月14日  | 部分 | 皆既月食だが、日本では北海道で部分食のみ見える |
| 2025年9月8日   | 皆既 | 日本全国で観測、皆既は約1時間24分継続          |
| 2026年3月3日   | 皆既 | 日本全国で観測                                 |
| 2028年7月7日   | 部分 | 日本で見える（月入帯食）                       |
| 2029年1月1日   | 皆既 | 日本で見える                                   |

## ダンジョンの尺度
皆既月食の時の月面の様子は、地球の大気中の塵の量によって異なる。塵が少ないと、太陽の光が大気中を通過する際の散乱が少なくなり、月面は黄色っぽく明るく見える。逆に、塵が多いと、大気中の散乱が多くなり、月面は暗く見える（大規模な火山噴火があると、大気中の火山灰により、月面が暗くなることが知られている）。フランスの天文学者アンドレ・ダンジョンが20世紀初頃に、月食の明るさを分類するために独自に尺度を決めた。一般的に「ダンジョン・スケール」とも呼ばれる。
| 尺度 | 月面の様子                                                           |
| ---- | -------------------------------------------------------------------- |
| 0    | 非常に暗い月食。月面の中心は見えない。                               |
| 1    | 暗い月食。灰色か褐色で、月の細部はわかりづらい。                     |
| 2    | 暗い赤または赤錆色の月食。月の中心はとても暗く、周辺部はやや明るい。 |
| 3    | れんが色の月食。月の縁は明るいかまたは黄色。                         |
| 4    | 非常に明るい月食。月の縁は青みがかって非常に明るい。                 |

## ターコイズフリンジ

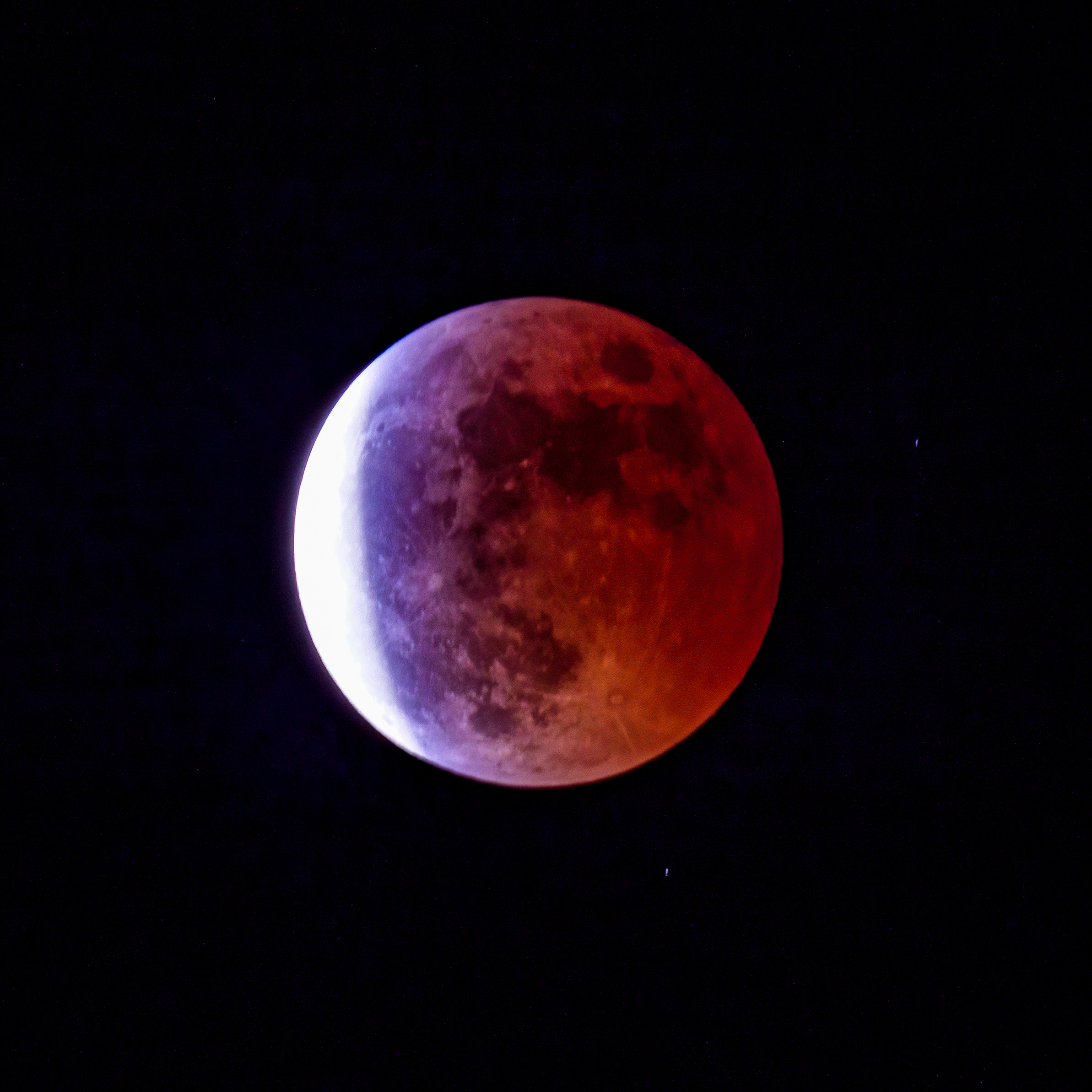
ターコイズフリンジが発生した状態を撮影した画像。月の左半分に青い光の帯が写っている。

成層圏まで到達した太陽光の中で、波長の長い赤い光はオゾンに吸収されやすいため、波長の短い青い光だけがオゾン層を通過する。 その青い光が月面に投影され、青い帯として見える現象が観測されることがある。 この青い帯は「ターコイズフリンジ」（turquoise fringe）とも呼ばれ、月食の本影と半影の境目に現れる。2007年5月4日にドイツで観測された皆既月食時に、月に映る青い光の帯が撮影された。2008年2月13日にアメリカ航空宇宙局（NASA）のサイエンスニュースで、その光は「ターコイズフリンジ」と提唱された。2014年10月4日の月食時にも「ターコイズフリンジ」が見られ、日本で大きな話題となった。

## 月食時に月から見た太陽
月食時に月から太陽を見ると、地球から見る日食のように、太陽が地球によって隠されるように見えるはずである。2009年2月19日、日本の月周回衛星「かぐや」が世界で初めてこの光景の撮影に成功した。半影からの撮影だったため太陽は完全に隠れなかったが、地球による「ダイヤモンドリング」が観察された。

## その他
- 書物における月食の記録は、『日本書紀』に皇極天皇二年庚戌朔乙丑（十六日）と天武天皇九年十一月丁亥（十六日）の2例の記載（ただし前者は日本では観測されるはずのないもの）であった[11]。
- 鎌倉時代、九条兼実の日記『玉葉』では「殊に慎むべき」として祈念するような記載がある[12][13]。